# Rekultivierung

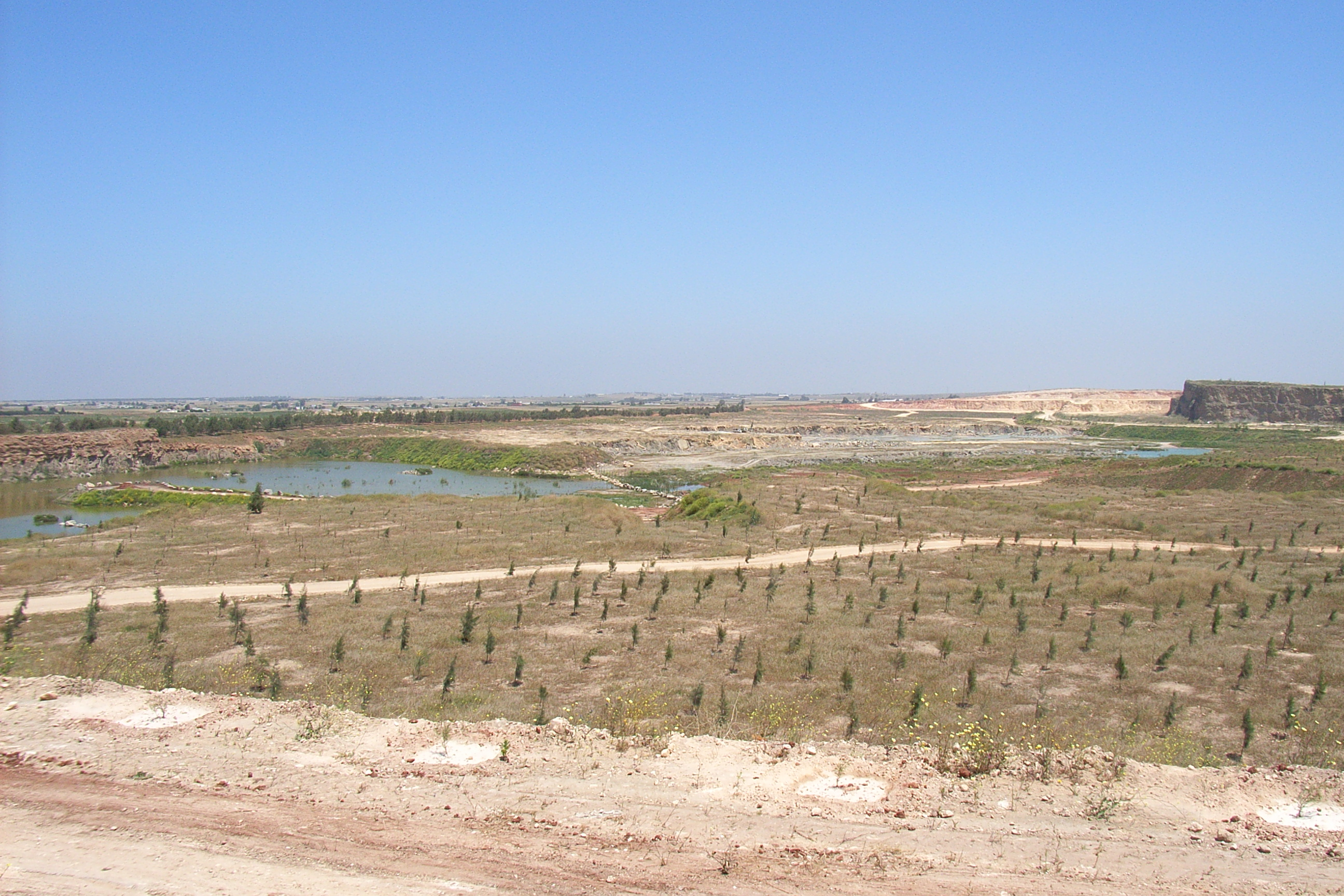
Kalksteinbruch mit rekultivierter Abbaufläche im Vordergrund

Unter Rekultivierung werden technisch und materiell aufwendige Maßnahmen zur Wiederherstellung oder Rückführung einer Landschaft in einen nutzbaren Zustand verstanden, welche durch massive Eingriffe infolge wirtschaftlicher Aktivitäten des Menschen beeinträchtigt oder zerstört wurden. Die neu entstehenden oder wiederhergestellten Kulturlandschaften sind geplant und dienen zumeist Folgenutzungen, beispielsweise der Land- und Forstwirtschaft, aber auch als Naherholungsgebiet.
Begrifflich ist zwischen Rekultivierung und Renaturierung zu unterscheiden. Eine Rekultivierungsmaßnahme hat grundsätzlich eine wirtschaftliche Nutzung zum Ziel, hingegen wird bei einer Renaturierung die Schaffung naturnaher Lebensräume angestrebt.

## Ziele der Rekultivierung
Das Ziel der Rekultivierung besteht darin, die ursprüngliche Kulturlandschaft wieder zu erstellen oder eine neue zu schaffen. In der Regel wird eine Kulturlandschaft durch eine andere ersetzt. Rekultiviert werden unter anderem Steinbrüche, Kiesgruben, Deponien aller Art sowie Bergbaufolgelandschaften allgemein, vor allem Tagebaugebiete. Auch die Folgen von Naturgefahren können die Funktion der Landschaftsökosysteme und das Aussehen der Kulturlandschaft verändern und damit die Durchführung von Rekultivierungsmaßnahmen erfordern.
Oberstes Gebot einer Rekultivierung ist das Wiederherstellen des Leistungsvermögens des Landschaftshaushalts, damit eine planmäßige Folgenutzung des betroffenen Gebiets ermöglicht wird. Rekultivierungen werden zunehmend auch als bevorzugte Flächen für Renaturierungen betrachtet. Zum Beispiel schafft das Offenlassen einer Kiesgrube aus der Sicht des Naturschutzes eine erwünschte kleinräumige Vielfalt an Habitaten und stellt zudem für den zur Rekultivierung verpflichteten Grubenbetreiber meist die kostengünstigste Lösung dar.

## Besonderheit Bergbaufolgelandschaft

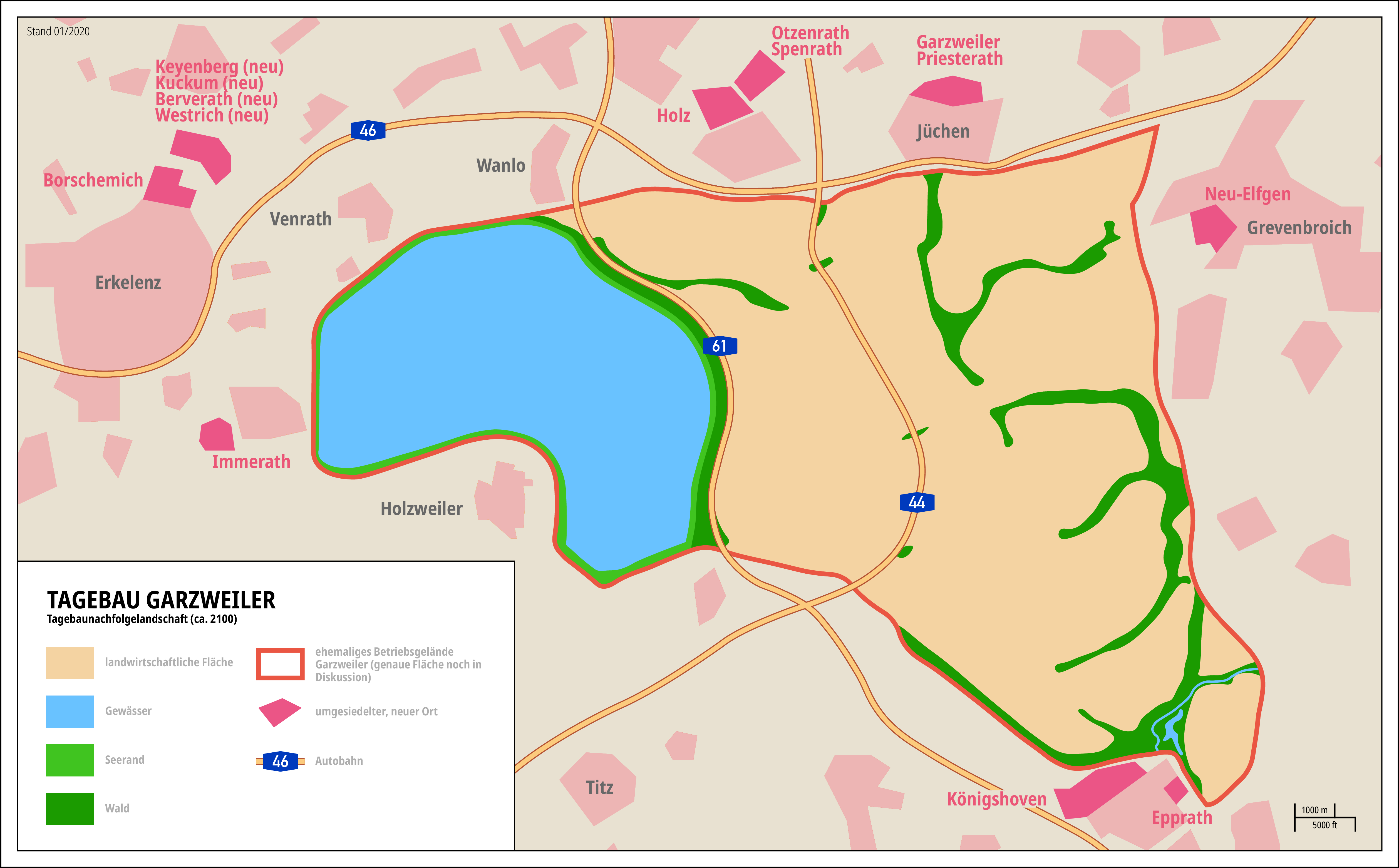
Geplante Bergbaufolgelandschaft des Tagebau Garzweiler im Jahr 2100, Detailplanungen bezüglich genauer Abbaugrenzen und Rekultivierung stehen noch aus

In Deutschland stellt insbesondere die Rekultivierung von Bergbaufolgeflächen eine große Herausforderung dar. Ökologen und Planer haben vor allem seit Beginn des 21. Jahrhunderts eine Vielzahl von Konzepten entwickelt, die durch unterschiedliche Zielvorstellungen und Maßnahmen charakterisiert sind. Dabei stehen sich Befürworter klassischer Folgenutzungen (Badesee, Land- und Forstwirtschaft) und Befürworter sich spontan ansiedelnder Flora und Fauna auf ehemaligen Abbauarealen gegenüber. Letztere fordern als Ausgleich und Ersatz für die Zerstörung der vorbergbaulichen Landschaften eine Förderung der Renaturierung anstelle einer generellen Rekultivierung („Wald statt Forst“).
Dabei stellt sich nicht nur in der Renaturierungsökologie die Frage, ob angesichts der schwierigen bodengeologischen Bedingungen eine wirtschaftliche Nutzungsfähigkeit überhaupt wiederhergestellt werden kann. So weisen Umweltforscher darauf hin, dass Theorie und Praxis weit auseinanderklaffen, weil Sanierungsmaßnahmen kompliziert, langwierig und teuer sind. Unter anderem musste festgestellt werden, dass verschiedene Sanierungsmaßnahmen nicht funktionieren, da die Böden zu nachhaltig geschädigt sind. Vielmehr sei bei den entstehenden Bergbaufolgelandschaften die Frage der Stabilität und der Nachhaltigkeit der Ökosystementwicklung noch ungeklärt. Gleichfalls gehen Ökologen und Planer davon aus, dass die Lösung der Umweltprobleme Jahrzehnte oder gar Jahrhunderte dauern wird und insbesondere im Zusammenhang mit Tagebauen nicht von Altlasten, sondern von Ewigkeitslasten zu sprechen sei.
Obwohl die Renaturierungsökologie eine junge wissenschaftliche Disziplin ist, setzt sich zunehmend die Erkenntnis durch, dass die Rekultivierung auf absehbare Zeit nicht in der Lage sein wird, den Verlust von Altwald-Ökosystemen zu ersetzen und Neulandböden nur selten das landwirtschaftliche und ökologische Potenzial ihrer Vorgänger bieten. Nachweislich lassen sich auch durch Renaturierung zerstörte Flächen nicht wieder komplett in den Zustand vor der Schädigung versetzen. Unter anderem bleibt die Biodiversität auf den renaturierten Flächen geringer als vor der Störung, auch der Kohlenstoffkreislauf und der Stickstoffkreislauf weisen nach der Renaturierung geringere Werte auf als die ursprünglichen Ökosysteme. Die Wiederherstellung von Flächen, die durch menschliche Nutzung geschädigt wurden, ist somit kein Ersatz für den vorbeugenden Schutz von Ökosystemen.